# Thomasomys bombycinus
Thomasomys bombycinus é uma espécie de roedor da família Cricetidae.
Apenas pode ser encontrada na Colômbia.